# A&R
Artists and Repertoire (A&R), em português Artistas e Repertório, é a divisão de uma gravadora responsável pela pesquisa de talentos e desenvolvimento artístico dos músicos, trabalhando diretamente com os artistas junto à gravadora. Atua como elo entre os artistas e a gravadora. Ele também atua como uma ligação entre os artistas e a gravadora ou editora; Toda atividade que envolve os artistas até o ponto de lançamento da música, é geralmente considerada sob a responsabilidade do A&R.

## Responsabilidades

### Procura de talentos
A divisão A & R de uma gravadora é responsável por encontrar novos artistas gravadores e levar esses artistas para a gravadora. Pessoal na divisão A & R são esperados para compreender os gostos atuais do mercado e ser capaz de encontrar artistas que serão comercialmente bem sucedidos. Por esta razão, as pessoas da A & R são muitas vezes jovens e muitos são músicos, jornalistas musicais ou produtores gravadores.
Um executivo da A & R está autorizado a oferecer um contrato de registro, muitas vezes sob a forma de um "memorando de negociação": um pequeno documento informal que estabelece uma relação comercial entre o gravador e a gravadora.  As negociações reais do contrato serão executadas tipicamente pelo advogado rivais do entertainment contratado pelo gerente do artista do músico e pela companhia discográfica.
Os executivos da A & R contam principalmente com o boca-a-boca de associados de confiança, críticos e contatos de negócios, ao invés de fitas de demonstração não solicitadas. Eles também tendem a favorecer as bandas que Jogar na mesma cidade que os escritórios da gravadora.

### Supervisão do processo de gravação
A divisão A & R de uma gravadora supervisiona o processo gravação de som. Isso inclui ajudar o artista a encontrar o produtor de registro certo, agendando tempo em um estúdio de gravação e aconselhando o artista em todos os aspectos de fazer uma gravação de alta qualidade. Eles trabalham com o artista para escolher as melhores canções (ou seja, repertoire) para gravar. Para os artistas que não escrevem sua própria música, a pessoa de A & R ajudará encontrar canções e songwriters. Os executivos da A & R mantêm contato com seus homólogos nas editoras de música (editoras de música) para obter novas canções e material de compositores e produtores.
Como o registro está perto de conclusão, o departamento de A & R trabalha em estreita colaboração com o artista para determinar se o registro é aceitável para a gravadora. Esse processo pode incluir sugerir que novas músicas precisam ser gravadas ou que algumas faixas de álbum precisam ser gravadas novamente. Uma questão-chave é se o álbum tem um single: uma faixa particular que pode ser usado para market o registro no rádio.

### Assistência com marketing e promoção
Uma vez que o registro é concluído, o departamento de A & R consulta com marketing, promoção de rádio, o artista de gravação eo seu gerenciamento para escolher um ou mais singles para ajudar a promover o registro.

## História e influência
Os gostos de alguns executivos da A & R influenciaram o curso da história da música. A & R homem John H. Hammond descobriu Billie Holiday, Bob Dylan, Aretha Franklin e Bruce Springsteen. Os colegas de Hammond estavam inicialmente céticos com esses artistas, porque nenhum deles parecia estar criando música "comercial". Os instintos de Hammond mostraram-se corretos, e esses artistas passaram a vender centenas de milhões de discos.George Daly, colega de Hammond na Columbia Records, mostrou o mesmo instinto com bandas tão variadas quanto outliers como Tubes e Tool durante sua carreira. Gary Geers] Gary Gersh assinou a banda Nirvana (Nirvana) em uma época em que a música alternativa não era considerada comercial. Gersh foi capaz de convencer seus colegas de trabalho para empurrar o registro, apesar de suas dúvidas. Em casos como esses, as pessoas da A & R mudaram radicalmente a direção dos gostos musicais populares e introduziram um grande número de pessoas a novos sons.
Esse tipo de presciência é, no entanto, a exceção e não a regra. Historicamente, os executivos da A & R tendem a assinar novos artistas que se encaixam nas tendências recentes e que se assemelham a atos que são atualmente bem-sucedidos. Por exemplo, Columbia Records 'A & R homem na década de 1950, Mitch Miller, favorecido pop tradicionais cantores como Guy Mitchell e Patti Page, e rejeitou rock- -rollers Elvis Presley e Buddy Holly.
Essa mentalidade de "tendência seguinte" gerou várias ondas de gêneros estreitamente definidos, levando a uma percepção de trindade, incluindo teen pop (1998-2001), rock alternativo (1993-1996), glam Metal (1986-1991) e disco (1976-1978). O seguimento de tendências pode ser contraproducente, já que muitas vezes levou a uma reação de retrocesso. No final da vida de cada onda, as gravadoras viram-se confrontadas com enormes perdas, à medida que os gostos dos consumidores mudavam. Por exemplo, no final do boom da discoteca em 1978, milhões de registros foram devolvidos por varejistas recorde, causando uma recessão profunda no negócio da música que durou até 1982, quando Michael Jackson 's Thriller Michael Jackson álbum) Thriller]  finalmente trouxe o público de volta em lojas de discos em grande número.
A mudança geral para contratações mais conservadoras e de espírito empresarial a partir da década de 1980 é sintomática de uma indústria onde as figuras mais poderosas não são mais fãs de música ou pessoas com formação musical, mas sim pessoas de negócios. Tradicionalmente, os executivos da A & R eram compositores, arranjadores e produtores - Atlantic Records 's cabeças Jerry Wexler e Ahmet Ertegun eram produtores e compositores respectivamente - mas um A & R com habilidade musical e conhecimento se tornou uma raridade , Com Ron Fair] e Martin Kierszenbaum sendo notáveis exceções recentes. O compositor e arranjador Richard Niles disse,
O que você tem agora são muitas empresas multinacionais onde a maioria de sua equipe de A & R são empresários. São pessoas que olham para a música do ponto de vista do marketing, não do ponto de vista da música e do talento. Eles vão dizer: "Sai e pega-me tudo o que é popular agora."

## Variações regionais
De acordo com o Martin Heath, a comunidade da A & R no Reino Unido é mais integrada do que nos Estados Unidos, sendo muito centrada em Londres e abrangendo um número relativamente pequeno de pessoas . "Se os escoteiros estão perseguindo uma banda, você verá as mesmas trinta pessoas em uma sala.Você obtém uma mentalidade de rebanho no Reino Unido, mas também algumas contratações muito diversas também", disse ele em uma entrevista com HitQuarters. . Heath acredita que nos Estados Unidos é mais típico que a A & R espere até que uma banda seja estabelecida - tendo atraído outras ofertas ou atingido um nível de vendas - antes de agir, uma técnica que costuma ser mais cara

## Mudanças recentes
Novas formas de distribuição digital mudaram a relação entre os consumidores ea música que escolhem. Gerd Leonhard e outros argumentam que a ampla seleção de música em serviços digitais tem permitido que os consumidores de música ignorem o papel tradicional de A & R.Na esteira dos recores em declínio de vendas, um grande número de funcionários de A & R foram demitidos. Não está claro se os executivos da A & R moldarão o futuro dos gostos musicais como no passado.